# Relations entre la Grèce et le Pakistan
Les relations entre la Grèce et le Pakistan sont des relations étrangères entre la Grèce et le Pakistan. La première ambassade du Pakistan à Athènes a été ouverte en 1975. La Grèce a ouvert une ambassade à Islamabad en 1987.

## Histoire
Le gouvernement grec a envoyé 100 000 € d'aide humanitaire aux victimes des inondations au Pakistan en 2010.
Aujourd'hui, environ 60 000 Pakistanais sont installés en Grèce.